# Fusinus pulchellus
Fusinus pulchellus is een slakkensoort uit de familie van de Fasciolariidae. De wetenschappelijke naam van de soort is voor het eerst geldig gepubliceerd in 1844 door Philippi.